# Кубок світу з біатлону 2014—2015, мас-старт, жінки
Залік гонок із масовим стартом серед жінок у рамках Кубка світу з біатлону 2014-15 складався з 5 гонок. Свій титул володарки малого кришталевого глобусу відстоювала білоруска Дарія Домрачова.

## Формат
У гонках з масовим стартом беруть участь 30 біатлоністок, стартуючи водночас. Переможцем стає та з них, яка першою перетне фінішну лінію. Гонка проводиться на дистанції 12,5 км, спортсменики долають 5 кіл і чотири рази виконують стрільбу: двічі з положення лежачи й двічі з положення стоячи. Перша стрільба виконується на установці, що відповідає стартовому номеру спортсменки, далі - в порядку прибуття біатлоністок на стрільбу. На кожній стрільбі біатлоністка повинна влучити в 5 мішеней. За кожен невлучний постріл вона карається додатковим колом довжиною 150 м.

## Переможці й призери гонок
| Гонка:                                                                 | Золото:                    | Час               | Срібло:                   | Час               | Бронза:                 | Час               |
| Поклюка Протокол [Архівовано 20 грудня 2014 у Wayback Machine.]        | Кайса Мякяряйнен Фінляндія | 34:18.8 (0+0+2+0) | Анаїс Бескон Франція      | 34:26.4 (0+0+0+0) | Надія Скардіно Білорусь | 34:34.6 (0+0+0+0) |
| Обергоф Протокол [Архівовано 20 січня 2015 у Wayback Machine.]         | Дарія Домрачова Білорусь   | 42:36.6 (2+1+0+1) | Вероніка Віткова Чехія    | 42:51.5 (1+0+0+1) | Тіріл Екгофф Норвегія   | 42:58.3 (1+1+0+0) |
| Рупольдинг Протокол [Архівовано 18 січня 2015 у Wayback Machine.]      | Дарія Домрачева Білорусь   | 35:17.5 (1+0+2+0) | Франциска Пройс Німеччина | 35:34.0 (0+1+1+0) | Вероніка Віткова Чехія  | 35:40.4 (1+1+1+0) |
| Контіолагті Протокол [Архівовано 17 березня 2015 у Wayback Machine.]   | Валя Семеренко Україна     | 34:32.9 (0+0+0+0) | Франциска Пройс Німеччина | 34:39.1 (0+0+0+1) | Карін Обергофер Італія  | 34:45.5 (1+1+0+0) |
| Ханти-Мансійськ Протокол [Архівовано 2 квітня 2015 у Wayback Machine.] | Лаура Дальмаєр Німеччина   | 35:08.2 (0+0+0+0) | Габріела Соукалова Чехія  | 35:15.3 (0+0+0+0) | Марі Дорен Абер Франція | 35:28.1 (0+0+1+1) |

## Поточна таблиця
| #  | Біатлоністка                      | ПОК | ОБЕ | РУП | ЧС | Х-М | Разом |
| -- | --------------------------------- | --- | --- | --- | -- | --- | ----- |
|    | Франциска Пройс (GER)             | 34  | 38  | 54  | 54 | 38  | 218   |
| 2  | Валя Семеренко (UKR)              | 40  | 36  | 43  | 60 | 31  | 210   |
| 3  | Дарія Домрачева (BLR)             | —   | 60  | 60  | 43 | 43  | 206   |
| 4  | Габріела Соукалова (CZE)          | 43  | 31  | 32  | 40 | 54  | 200   |
| 5  | Кайса Мякяряйнен (FIN)            | 60  | 43  | 36  | 26 | 28  | 193   |
| 6  | Карін Обергофер (ITA)             | 28  | 32  | 24  | 48 | 40  | 172   |
| 7  | Анаїс Бескон (FRA)                | 54  | 16  | 40  | 32 | 24  | 166   |
| 8  | Франциска Гільдебранд (GER)       | 36  | 30  | 27  | 38 | 32  | 163   |
| 9  | Дарія Віролайнен (RUS)            | 26  | 34  | 34  | 18 | 29  | 141   |
| 10 | Вероніка Віткова (CZE)            | 31  | 54  | 48  | 4  | —   | 137   |
| 11 | Катерина Глазиріна (RUS)          | 22  | 27  | 26  | 28 | 30  | 133   |
| 12 | Доротея Вірер (ITA)               | 38  | 29  | 28  | 8  | 25  | 128   |
| 13 | Лаура Дальмаєр (GER)              | 32  | —   | —   | 36 | 60  | 128   |
| 14 | Тіріл Екгофф (NOR)                | —   | 48  | 18  | 25 | 36  | 127   |
| 15 | Вероніка Новаковська-Земняк (POL) | 27  | 28  | 38  | 16 | 14  | 123   |
| 16 | Марі Дорен-Абер (FRA)             | —   | —   | 30  | 34 | 48  | 112   |
| 17 | Ліза Тереза Гаузер (AUT)          | 12  | 22  | 20  | 27 | 18  | 99    |
| 18 | Сюзан Данклі (USA)                | 18  | 8   | 25  | 21 | 22  | 94    |
| 19 | Ванесса Гінц (GER)                | 30  | 25  | 21  | —  | 16  | 92    |
| 20 | Яна Герекова (SVK)                | —   | 40  | 6   | 29 | 12  | 87    |
| 21 | Надія Скардіно (BLR)              | 48  | 14  | 22  | —  | —   | 84    |
| 22 | Тея Грегорін (SLO)                | 8   | 18  | 29  | —  | 26  | 81    |
| 23 | Марін Болльє (FRA)                | 25  | 24  | 23  | —  | —   | 72    |
| 24 | Ніколь Гонтьє (ITA)               | 24  | 12  | 31  | —  | —   | 67    |
| 25 | Катерина Юрлова (RUS)             | —   | —   | —   | 30 | 34  | 64    |
| 26 | Катерина Шумілова (RUS)           | —   | 20  | —   | 31 | —   | 51    |
| 27 | Росанна Кроуфорд (CAN)            | 29  | 21  | —   | —  | —   | 50    |
| 28 | Фуюко Судзукі (JPN)               | 23  | —   | —   | 23 | —   | 46    |
| 29 | Еліза Гаспарен (SUI)              | —   | —   | —   | 12 | 27  | 39    |
| 30 | Фанні Горн (NOR)                  | 20  | 4   | 14  | —  | —   | 38    |
| #  | Біатлоністка                      | ПОК | ОБЕ | РУП | ЧС | Х-М | Разом |
| 31 | Юлія Джима (UKR)                  | 14  | —   | —   | —  | 23  | 37    |
| 32 | Елізе Рінґен (NOR)                | —   | 23  | 12  | —  | —   | 35    |
| 33 | Меган Гайніке (CAN)               | —   | —   | 16  | 14 | —   | 30    |
| 34 | Наталія Бурдига (UKR)             | —   | 26  | —   | —  | —   | 26    |
| 35 | Христина Гузік (POL)              | —   | —   | —   | 24 | —   | 24    |
| 36 | Магдалена Гвіздон (POL)           | —   | —   | —   | 22 | —   | 22    |
| 37 | Ольга Подчуфарова (RUS)           | 21  | —   | —   | —  | —   | 21    |
| 38 | Ева Пускарчикова (CZE)            | —   | —   | —   | —  | 21  | 21    |
| 39 | Андреа Малі (SLO)                 | —   | —   | —   | 20 | —   | 20    |
| 40 | Аіта Гаспарен (SUI)               | —   | —   | —   | —  | 20  | 20    |
| 41 | Яна Романова (RUS)                | 16  | —   | —   | —  | —   | 16    |
| 42 | Марі Лаукканен (FIN)              | —   | 6   | 8   | —  | —   | 14    |
| 43 | Софі Буалле (FRA)                 | 10  | —   | —   | —  | —   | 10    |
| 44 | Моніка Гойніш (POL)               | —   | 10  | —   | —  | —   | 10    |
| 45 | Енора Латюльє (FRA)               | 6   | 2   | 2   | —  | —   | 10    |
| 46 | Їтка Ландова (CZE)                | —   | —   | 10  | —  | —   | 10    |
| 47 | Настасія Дуборєзова (BLR)         | —   | —   | —   | 10 | —   | 10    |
| 48 | Анна Дрейсігакер (USA)            | —   | —   | —   | —  | 10  | 10    |
| 49 | Луіза Куммер (GER)                | —   | —   | —   | —  | 8   | 8     |
| 50 | Ольга Абрамова (UKR)              | —   | —   | —   | 6  | —   | 6     |
| 51 | Жюстін Брезе (FRA)                | 4   | —   | —   | —  | —   | 4     |
| 52 | Катаріна Іннергофер (AUT)         | —   | —   | 4   | —  | —   | 4     |
| 53 | Дуня Здуч (AUT)                   | —   | —   | —   | 2  | —   | 2     |

## Виноски
1. ↑  Standings Mass start  women. Архів оригіналу за 1 березня 2011. Процитовано 21 грудня 2014.